# Витакура
Витакура (шп. Vitacura) је општина у Чилеу. По подацима са пописа из 2002. године број становника у месту је био 81.499.

## Демографија
| 2002.  |
| ------ |
| 81,499 |